# 大春日安守
大春日 安守（おおかすが の やすもり）は、平安時代前期の貴族。官位は従五位下・勘解由次官。

## 経歴
左近衛将曹を経て、貞観11年（869年）少外記に任ぜられる。少外記在職中の貞観14年（872年）正月に母親の喪に服すことになった少内記・菅原道真に替わって、存問渤海客使に任ぜられる。4月に渤海使が滞在している加賀国へ移動して渤海からの啓牒を確認するが、内容の様式が過去の例と異なっていたことから、渤海大使・楊成規に対して詰問を行う。5月に大使・楊成規と副使・李興晟らを先導して平安京に入る。渤海使への対応が概ね完了した5月末迄には正六位上・左大史に叙任されている。貞観15年（873年）大外記に任ぜられるが、翌貞観16年（874年）外従五位下・武蔵権介に叙任されて地方官に転じた。
なお、貞観18年（876年）に来日した次回の渤海使に対して、一族の大春日安名が同じく存問渤海客使兼領客使を務めている。
その後、陽成朝初頭に勘解由次官を務め、元慶3年（879年）に内位の従五位下に至る。

## 官歴
注記のないものは『日本三代実録』による。
- 時期不詳：左近衛将曹[4]
- 貞観11年（869年） 日付不詳：少外記[4]
- 時期不詳：正六位下
- 貞観14年（872年） 正月26日：存問渤海客使。3月14日：兼領客使。日付不詳：正六位上。5月25日：見左大史
- 貞観15年（873年） 正月13日：大外記[4]
- 貞観16年（874年） 正月7日：外従五位下[4]。正月15日：武蔵権介[4]
- 時期不詳：勘解由次官
- 元慶3年（879年） 正月7日：従五位下（内位）